# Merlot blanc

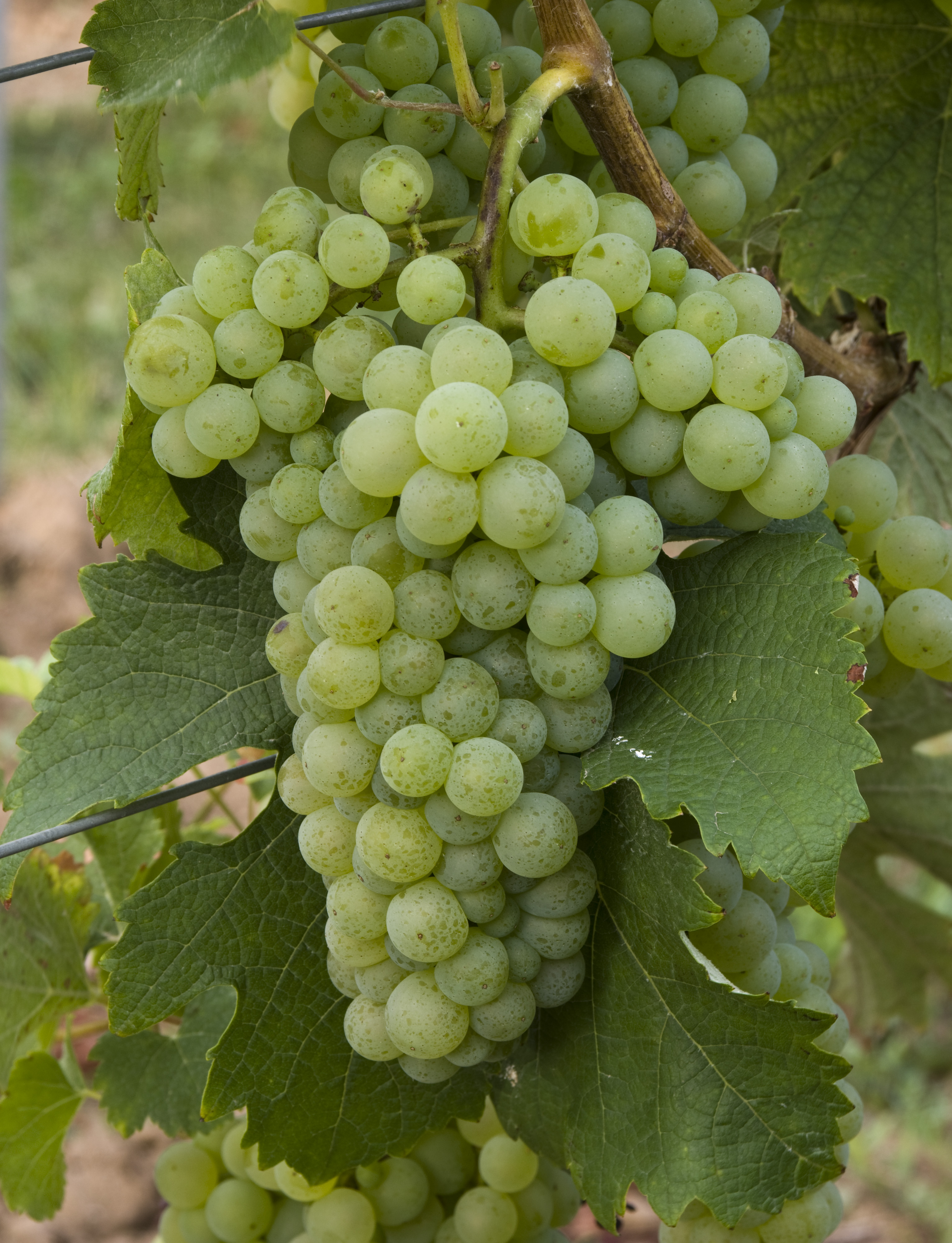
Un racimo de la variedad de uva francesa Merlot Blanc, ubicado en el Instituto para el Mejoramiento de la Vid Geilweilerhof, en la región de Siebeldingen, Alemania.

Merlot blanc es una variedad francesa de vid (Vitis vinifera) blanca. 

## Origen y extensión
A pesar de su nombre, no es una variedad de la merlot. Fue documentada en el año 1891 por el Sr. Guinaudie del Sudoeste donde participó en una caza. El viverista Jean Élie lo extendió por las regiones de Blayais, Burgeois y Graves
Con 176 hectáreas (en 2004), la vid se cultiva principalmente en el departamento francés de la Gironda. Desde 1995, este merlot blanco ya no se extiende. Se encuentra en fuerte regresión, pasando de 5.277 ha en 1958 a 176 ha hoy en día. Las vides viejas ya no se reemplazan.

## Caracteres ampelográficos
- Las hojas jóvenes son velludas en la parte superior y algodonosas por debajo, de color amarillo verdoso claro.
- Las hojas adultas tienen 5 lóbulos, con los senos laterales superiores bastante amplios y los fondos agudos, un seno peciolar más o menos cerrado y estrechos dientes ojivales.
- Los racimos son de tamaño medio a grande, y las bayas son de tamaño medio. El racimo es cilíndrico y compacto.

## Viticultura
Madura en el segundo momento de la cosecha: 12 días después de la uva chasselas. La vid es muy vigorosa y productiva. Le afectan la podredumbre gris y, en suelos arenosos litorales, le alcanzan los nemátodos.

## Sinónimos
La merlot blanc es conocida también con el nombre de merlau blanc y por error bajo el nombre de colombard, no debiendo confundirse con la colombard.